# 다이애나 리그
다이애나 리그 여사(영어: Dame Diana Rigg, DBE, 1938년 7월 20일 ~ 2020년 9월 10일)는 잉글랜드의 배우이다.

## 서훈
- 1988년 대영 제국 훈장 3등급(CBE)[1]
- 1994년 대영 제국 훈장 2등급(DBE, 작위급 훈장)[2]

## 출연 작품
- 달링 - 레이디 네빌 역
- 페인티드 베일 - 원장 수녀 역